# Ben McKenzie
Benjamin "Ben" McKenzie Schenkkan, född 12 september 1978 i Austin, Texas, är en amerikansk skådespelare. Han är bland annat känd för rollen som Ryan Atwood i TV-serien OC.

## Biografi
Ben McKenzie växte upp i Texas. Som ung gick han på Austin High, och 2001 tog han examen i ekonomi vid University of Virginia. Han medverkade även i några teaterpjäser på universitetet, bl.a. Measure for Measure och Zoo Story. Efter examen flyttade han till New York för att satsa på skådespeleri. Han hade en roll i off-Broadwaypjäsen Life is a Dream och medverkade i Williamstown Theatre Festival, där han bl.a. var med i The Blue Bird och Street Scene.

### OC
Benjamin McKenzie är mest känd från OC. Där spelade han outsidern och bråkmakaren Ryan Atwood som får flytta in hos sin advokat "Sandy Cohen" (Peter Gallagher), efter att ha blivit övergiven av sin mor som är alkoholist. 
OC lades ner efter fjärde säsongen. Serien hade då sänts mellan 2003 och 2007. McKenzie tjänade mellan 15 000 och 20 000 dollar per avsnitt i serien.

### Privatliv
Sedan 2017 är han gift med skådespelarkollegan Morena Baccarin. Tillsammans har de en dotter född 2016.

## Filmografi i urval

### Film
| År   | Titel              | Roll            | Övrigt |
| ---- | ------------------ | --------------- | ------ |
| 2008 | Johnny Got His Gun | Joe Bonham      |        |
| 2008 | 88 Minutes         | Mike Stemp      | Biroll |
| 2005 | Junebug            | Johnny Johnsten |        |

### Television
| År        | TV-serie                   | Roll                  | Övrigt                |
| --------- | -------------------------- | --------------------- | --------------------- |
| 2014-2019 | Gotham                     | James Gordon          | Huvudroll             |
| 2011      | Scooby Doo! Mysteriegänget | Odnarb                | 1 avsnitt             |
| 2009      | Southland                  | Ben                   | Huvudroll             |
| 2003-2007 | OC                         | Ryan Atwood           | 92 avsnitt: Huvudroll |
| 2004      | Mad TV                     | Ryan                  | 1 avsnitt             |
| 2003      | På heder och samvete       | Petty Officer Spencer | 1 avsnitt             |
| 2002      | The District               | Tim Ruskin            | 1 avsnitt             |

### Övriga framträdanden
Benjamin har gästspelat i bland annat The District, Abby och haft egna roller i filmerna JAG och Junebug. Benjamin har även gästat Conan O'Brien, David Letterman, Jay Leno och Ellen DeGeneres.
| År   | Show                           | Roll      | Övrigt               |
| ---- | ------------------------------ | --------- | -------------------- |
| 2008 | The Ellen DeGeneres Show       | sig själv | 21 april 2008        |
| 2007 | Punk'd                         | sig själv |                      |
| 2007 | Bravo Supershow                | sig själv |                      |
| 2007 | Last Call with Carson Daly     | sig själv |                      |
| 2007 | Late Night with Conan O'Brien  | sig själv |                      |
| 2007 | Live with Regis and Kelly      | sig själv |                      |
| 2006 | The Tony Danza Show            | sig själv |                      |
| 2006 | The Ellen DeGeneres Show       | sig själv |                      |
| 2006 | Late Night with Conan O'Brien  | sig själv |                      |
| 2006 | Teen Choice Awards             | sig själv |                      |
| 2006 | The View                       | sig själv |                      |
| 2006 | Total Request Live             | sig själv |                      |
| 2005 | Unscripted                     | sig själv |                      |
| 2005 | Total Request Live             | sig själv |                      |
| 2005 | The Ellen DeGeneres Show       | sig själv |                      |
| 2005 | Late Night with Conan O'Brien  | sig själv |                      |
| 2005 | Live with Regis and Kelly      | sig själv | 2 augusti 2005       |
| 2005 | Punk'd                         | sig själv | Punked av Adam Brody |
| 2005 | Live with Regis and Kelly      | sig själv | 8 februari 2005      |
| 2004 | Late Show with David Letterman | sig själv |                      |
| 2004 | Teen Choice Awards             | sig själv |                      |
| 2004 | The Tonight Show with Jay Leno | sig själv |                      |
| 2004 | Last Call with Carson Daly     | sig själv |                      |
| 2004 | Late Night with Conan O'Brien  | sig själv |                      |
| 2004 | Punk'd                         | sig själv |                      |
| 2004 | The O.C.: A Day in the Life    | sig själv |                      |
| 2004 | The O.C.: Obsess Completely    | sig själv |                      |
| 2003 | Pepsi Smash                    | sig själv | Värd                 |
| 2003 | Late Show with David Letterman | sig själv |                      |
| 2003 | Live with Regis and Kelly      | sig själv |                      |
| 2003 | Total Request Live             | sig själv |                      |
| 2000 | MTV Video Music Awards 2000    | sig själv | Presentatör          |